# KaBARett FLiN

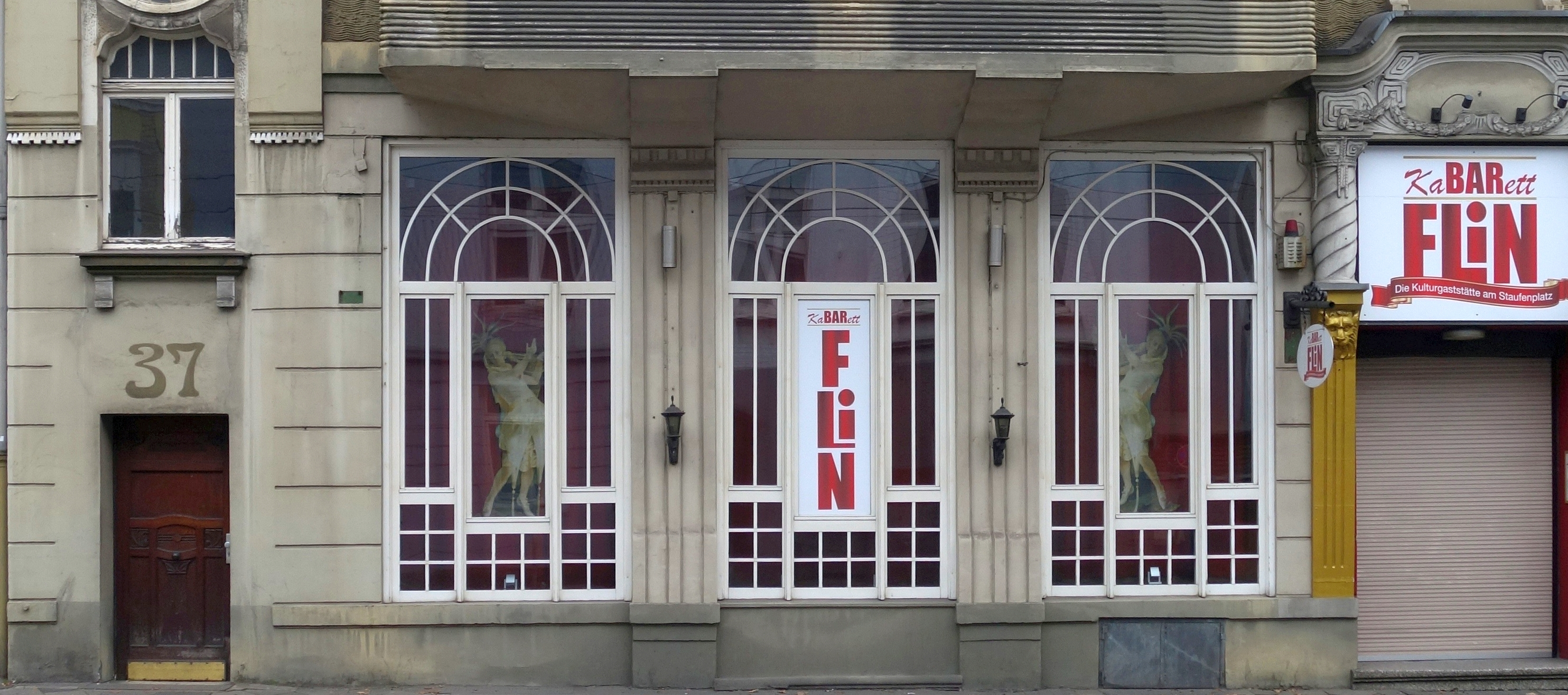
KaBARett FLiN (2019)

Das KaBARett FLiN (vormals Theater FLINgern) ist eine Kleinkunstbühne in der Ludenberger Straße 37 in Düsseldorf-Grafenberg.

## Historie
Die heute im Düsseldorfer Stadtteil Grafenberg ansässige Bühne wurde 1999 als Zimmertheater im Hinterhof der Ackerstraße 144 im Düsseldorfer Stadtteil Flingern durch das Ehepaar Porsche gegründet. 2003 wurde das kleine Theater durch Oliver Priebe erworben, der es mit seinem Partner Philipp Kohlen-Priebe und der Unterstützung des Vereins Neue Bühne Düsseldorf im Jahr 2004 zu einem Stadtteiltheater mit 80 Plätzen ausbaute.
Im Jahr 2014 musste das inzwischen etablierte Theater einem Wohnungsbauprojekt weichen. Nach langwieriger Suche fanden die Betreiber eine neue Wirkungsstätte in einem bereits seit 1904 bestehenden traditionsreichen Haus in Grafenberg. Am 5. März 2015 erfolgte die Wiedereröffnung mit etwa gleicher Sitzanzahl in Grafenberg – in unmittelbarer Nähe des Staufenplatzes. In den Räumlichkeiten des ehemaligen Haus Marx besteht ein Gastronomieangebot, nebst Kleinkunst, Kabarett und Theater. Das Motto des Theaters lautet „Herzfrischende Unterhaltung und pointenreiche Leckerbissen“. Gespielt werden Comedy mit bekannten Kabarettgrößen und hauseigene Theaterproduktionen.
Die erfolgreichste Produktion (Regie: Philipp Kohlen-Priebe) war das Theaterstück „Fast Faust – oder des Pudels Kern“ mit Oliver Priebe in der Rolle des Faust. Nach Angaben der Betreiber war es bereits über 150 mal ausverkauft.
Philipp Kohlen-Priebe und Oliver Priebe haben das KaBARett FLiN im Sommer 2020 an Teresa und Kristof Stößel übergeben.

### Theater FLINgern (1999 bis 2014)
Im alten Theater FLINgern wurden neben Theaterstücken auch Kabarett- und Comedy-Programme, Musik- und Show-Programme sowie Kindertheaterstücke aufgeführt. Das Programm wurde zum Teil von Gästen gestaltet, zu den bekanntesten gehörten Ingo Oschmann, Lioba Albus, Franziska Traub, Fatih Çevikkollu, Christoph Sieber und Birgit Schrowange.
Es wurden Produktionen des Ensembles FLIN, wie zum Beispiel „Die heilige Johanna der Einbauküche“, „Herr Wolke und Frau Sonnenstrahl“, „Die 39 Stufen“ oder „Shakespear’s Greatest Hits“ gezeigt. Anlässlich des 60. Todestages von Johanna Ey entstand 2007 mit dem Aurora-Theater Düsseldorf die Gemeinschaftsproduktion „Bühne frei für Mutter Ey“.
Ende 2014 wurde das Theater FLINgern geschlossen.